# Wenzel Joseph von Colloredo
Il conte Wenzel Joseph von Colloredo (Vienna, 15 ottobre 1739 – Vienna, 4 settembre 1822) è stato un generale austriaco.

## Biografia
Wenzel Joseph von Colloredo nacque a Vienna, figlio quintogenito del conte Rudolph Joseph von Colloredo-Waldsee e di sua moglie, Marie Gabriele von Starhemberg (1707–1793). Suoi fratelli furono il celebre Hieronymus von Colloredo (1732–1812), arcivescovo di Salisburgo e primo datore di lavoro di Mozart, il principe e vicecancelliere imperiale Franz de Paula Gundaker von Colloredo-Mansfeld (1706-1788) ed il feldmaresciallo Joseph Maria von Colloredo (1735-1818).
Come il fratello maggiore Joseph Maria, intraprese fin da giovane la carriera militare scegliendo il contingente dell'Ordine Teutonico dell'esercito imperiale. 
Nel 1784 divenne vice-feldmaresciallo, proprietario del 56º reggimento di fanteria e combatté nella guerra austro-turca del 1789.
Nel 1792 combatté con valore nei Paesi Bassi contro i rivoluzionari francesi e l'anno successivo prese parte alla battaglia di Neerwinden. Sotto il comando del duca di Sassonia-Coburgo, assicurò la linea di difesa del fronte tra Onnaing ed Estrées, assediando Maubeuge durante la Battaglia di Wattignies. Durante l'assedio di Magonza del 1795, riuscì col suo reggimento ad occupare Bretzenheim.
Nel 1796 divenne comandante regionale della Moravia e poi ispettore delle truppe di confine.
Fu balivo di Coblenza dal 1805 al 1806. Dal 1807 ricoprì la carica di presidente del comitato politico-economico presso il consiglio di guerra di corte di Vienna. Nel 1808 ottenne la nomina a feldmaresciallo .
Morì il 4 settembre 1822 a Vienna .

## Ascendenza
|                                         |                                  |                                                  | Genitori                                     |  |  | Nonni |  |  | Bisnonni                |  |  | Trisnonni               |  |
|                                         |                                  |                                                  |                                              |  |  |       |  |  | Ferdinand von Colloredo |  |  | Fabius II von Colloredo |  |
|                                         |                                  |                                                  |                                              |  |  |       |  |  | Ferdinand von Colloredo |  |  | Fabius II von Colloredo |  |
|                                         |                                  | Claudia von Colloredo                            |                                              |  |  |       |  |  | Ferdinand von Colloredo |  |  |                         |  |
| Hyeronimus von Colloredo-Waldsee        |                                  |                                                  |                                              |  |  |       |  |  | Ferdinand von Colloredo |  |  |                         |  |
|                                         |                                  | Felicita Rabatta                                 | Giambattista Rabatta                         |  |  |       |  |  |                         |  |  |                         |  |
|                                         |                                  | Felicita Rabatta                                 | Giambattista Rabatta                         |  |  |       |  |  |                         |  |  |                         |  |
|                                         |                                  | Felicita Rabatta                                 | Isabella Catherina Thurn-Valsassina          |  |  |       |  |  |                         |  |  |                         |  |
| Rudolph Joseph von Colloredo-Waldsee    |                                  | Felicita Rabatta                                 |                                              |  |  |       |  |  |                         |  |  |                         |  |
|                                         |                                  | Wenceslaus Norbert Kinsky zu Wchinitz und Tettau | Jan Oktavian Kinsky von Wchinitz und Tettau  |  |  |       |  |  |                         |  |  |                         |  |
|                                         |                                  | Wenceslaus Norbert Kinsky zu Wchinitz und Tettau | Jan Oktavian Kinsky von Wchinitz und Tettau  |  |  |       |  |  |                         |  |  |                         |  |
|                                         |                                  | Wenceslaus Norbert Kinsky zu Wchinitz und Tettau | Margaretha Magdalena von Porcia und Brugnera |  |  |       |  |  |                         |  |  |                         |  |
| Felicita Kinsky von Wchinitz und Tettau |                                  | Wenceslaus Norbert Kinsky zu Wchinitz und Tettau |                                              |  |  |       |  |  |                         |  |  |                         |  |
|                                         |                                  | Anna Franziska Barbara zu Martinicz              | Maximilián Valentin Bořita z Martinic        |  |  |       |  |  |                         |  |  |                         |  |
|                                         |                                  | Anna Franziska Barbara zu Martinicz              | Maximilián Valentin Bořita z Martinic        |  |  |       |  |  |                         |  |  |                         |  |
|                                         |                                  | Anna Franziska Barbara zu Martinicz              | Anna Katerina Bukůvková z Bukůvky            |  |  |       |  |  |                         |  |  |                         |  |
| Wenzel Joseph von Colloredo-Mansfeld    |                                  | Anna Franziska Barbara zu Martinicz              |                                              |  |  |       |  |  |                         |  |  |                         |  |
|                                         | Konrad Balthasar von Starhemberg | Paul Jackob von Starhemberg                      |                                              |  |  |       |  |  |                         |  |  |                         |  |
|                                         | Konrad Balthasar von Starhemberg | Paul Jackob von Starhemberg                      |                                              |  |  |       |  |  |                         |  |  |                         |  |
|                                         | Konrad Balthasar von Starhemberg | Dorothea von Stubenberg                          |                                              |  |  |       |  |  |                         |  |  |                         |  |
| Gundakar Thomas von Starhemberg         | Konrad Balthasar von Starhemberg |                                                  |                                              |  |  |       |  |  |                         |  |  |                         |  |
|                                         |                                  | Francesca Caterina Cavriani                      | Federico Carlo Cavriani                      |  |  |       |  |  |                         |  |  |                         |  |
|                                         |                                  | Francesca Caterina Cavriani                      | Federico Carlo Cavriani                      |  |  |       |  |  |                         |  |  |                         |  |
|                                         |                                  | Francesca Caterina Cavriani                      | Elisabeth von Meggau                         |  |  |       |  |  |                         |  |  |                         |  |
| Maria Gabriella von Starhemberg         |                                  | Francesca Caterina Cavriani                      |                                              |  |  |       |  |  |                         |  |  |                         |  |
|                                         |                                  | Johann Quintin Jorger zu Tollet                  | Johann Helfreich Jörger von Tollet           |  |  |       |  |  |                         |  |  |                         |  |
|                                         |                                  | Johann Quintin Jorger zu Tollet                  | Johann Helfreich Jörger von Tollet           |  |  |       |  |  |                         |  |  |                         |  |
|                                         |                                  | Johann Quintin Jorger zu Tollet                  | Elise Polyxena von Althann                   |  |  |       |  |  |                         |  |  |                         |  |
| Maria Josepha Joerger zu Tollet         |                                  | Johann Quintin Jorger zu Tollet                  |                                              |  |  |       |  |  |                         |  |  |                         |  |
|                                         |                                  | Maria Rosalia von Losenstein-Gschwendt           | Georg Achaz von Losenstein-Gschwendt         |  |  |       |  |  |                         |  |  |                         |  |
|                                         |                                  | Maria Rosalia von Losenstein-Gschwendt           | Georg Achaz von Losenstein-Gschwendt         |  |  |       |  |  |                         |  |  |                         |  |
|                                         |                                  | Maria Rosalia von Losenstein-Gschwendt           | Maria Franziska von Mansfeld-Vordeort        |  |  |       |  |  |                         |  |  |                         |  |
|                                         |                                  | Maria Rosalia von Losenstein-Gschwendt           |                                              |  |  |       |  |  |                         |  |  |                         |  |